# Irina Igorevna Poltorackaja
Irina Igorevna Poltorackaja (oroszul: Ирина Игоревна Полторацкая; Antracit, Donecki terület, Ukrán SZSZK, Szovjetunió, 1979. március 12.) orosz kézilabdaedző, játékosként olimpiai ezüstérmes 2008-ban. Az olimpiai ezüstérem mellett háromszoros világbajnok (2001, 2005, 2007), klubszinten pedig kétszeres Bajnokok ligája győztes (2005 Slagelse, 2008 Zvezda Zvenyigorod). Jelenleg a macedón ŽRK Vardar vezetőedzője.
Férje a szintén orosz válogatott kézilabdázó, Tyimur Gyibirov.